# Ruessei Kraok (gmina)
Ruessei Kraok – gmina (khum) w północno-zachodniej Kambodży, w południowej części prowincji Bântéay Méanchey, w dystrykcie Môngkôl Borei.

## Miejscowości
- Anhchanh
- Neang Ket
- Praek Ropou
- Sala Daeng
- Samraong
- Anlong Mean Trop
- Chamkar Ta Daok
- Pralay Luong Kraom
- Luong
- Ou Ta Kol
- Pralay Luong Leu
- Kouk Svay
- Ou Ta Ma
- Kaoh Kaev
- Phasi Sra
- Ruessei Kraom
- Chumteav